# Henrietta Hill Swope
Henrietta Hill Swope (26 de outubro de 1902 - 24 de novembro de 1980) foi uma astrônoma norte-americana que estudou as estrelas variáveis. Em particular, Henrietta mediu a relação período-luminosidade para estrelas Cefeidas, que são estrelas variáveis brilhantes cujos períodos de variabilidade se relacionam diretamente com a sua luminosidade intrínseca.

## Vida pessoal
Ela era filha de Gerard Swope e a sobrinha de Herbert Bayard Swope.

## Legado
Em 1967, Swope fez uma doação de títulos no valor de us $650,000 para o Carnegie Institution de Washington para desenvolver o "as instalações no Hemisfério Sul do observatório astronômico óptico." Este presente foi utilizado para o desenvolvimento do local, incluindo estradas, água e sistemas de energia e para a construção de um dos telescópios de 40 polegadas do Observatório Las Campanas no Chile. Este telescópio foi nomeado Telescópio Swope em sua honra; começou a operar em 1971 e é usado ainda hoje.

## Prémios e distinções
- Prêmio Annie J. Cannon de Astronomia, em 1968
- O asteróide 2168 Swope é nomeado em sua honra.
- Barnard Distinguished Alumnae Award, 1975
- O Telescópio Swope no Observatório Las Campanas no Chile é nomeado em sua homenagem
- Doutoramento honoris causa, de 1975, da Universidade de Basileia, Suíça
- Barnard College, Medalha de Distinção, 1980